# Bundesstraße 300
Die Bundesstraße 300 (Abkürzung: B 300) ist eine deutsche Bundesstraße in Bayern, die sich vom Landkreis Kelheim bis nach Heimertingen (an der Stadtgrenze von Memmingen) erstreckt. Dabei durchquert sie Augsburg und Schwaben.

## Verlauf
Die B 300 beginnt an der B 16 bei Münchsmünster, führt durch die Landkreise Pfaffenhofen a.d.Ilm, Neuburg-Schrobenhausen, Aichach-Friedberg, die Stadt Augsburg, die Landkreise Augsburg, Günzburg und Unterallgäu und endet an der A 7 bei Heimertingen.
Sie ist eine bedeutende Verbindungsachse für die beiden Oberzentren Augsburg und Ingolstadt und verbindet außerdem die A 9 München-Nürnberg-Berlin südlich von Ingolstadt (AS 64 Langenbruck) mit der A 8 München-Stuttgart östlich von Augsburg (AS 74 Dasing).
In den Gemeinden Reichertshofen und Hohenwart verläuft die B 300 für knapp zwei Kilometer gemeinsam mit der B 13 München-Ingolstadt.
Im Stadtgebiet Augsburgs fällt die B 300 mit der B 17, mit Abschnitten der Friedrich-Ebert-Straße, der Haunstetter Straße, der Inverness Allee, der Friedberger Straße, und auf der letzteren für ein kurzes Stück auch mit der B 2 zusammen. Alle Abschnitte in Augsburg, Stadtbergen, Neusäß und auf Höhe der A 8 sind vierstreifig, der Abschnitt im Tal der Paar ist über weite Strecken dreistreifig ausgebaut.

## Geschichte
Das Teilstück Aichach-Dasing war Abschnitt der geplanten A 90. Dieser Abschnitt soll zwischen den Anschlussstellen Dasing und Aichach-West auf einer Länge von 5 Kilometern als autobahnähnliche Bundesstraße vierstreifig ausgebaut werden. Bis 2014 hat ein konkreter Zeitplan hierzu noch nicht existiert, allerdings wird mit einer Bauzeit von etwa vier Jahren gerechnet. Als vorbereitende Maßnahme wurde bereits 2010 die Anschlussstelle Aichach-Süd umgebaut.
Bis zum Dezember 2011 wurde im Vorgriff des vierspurigen Ausbaus der B 300 zwischen Aichach und Dasing die Anschlussstelle Aichach-West kreuzungsfrei ausgebaut. Diese Maßnahme war aufgrund der vielen tödlich verlaufenden Unfällen im Jahr 2010 dringend erforderlich. Am 28. Juli 2014 wurde bekannt, dass das Bundesverkehrsministerium die notwendigen Mittel für den vierstreifigen Ausbau der B 300 zwischen Aichach und Dasing bereitstellt. Der Ausbau hat im Herbst 2014 begonnen. Bereits ab Ende Oktober 2017 konnte die B 300 zwischen Aichach-West und der neu eingerichteten Ausfahrt Gallenbach auf einer Strecke von drei Kilometern vierstreifig befahren werden. Seit dem 21. September 2018 kann die B 300 zwischen Aichach-West und Dasing endgültig vierspurig befahren werden.
Ursprünglich durchquerte die B 300 auch Memmingen, 2016 wurde sie im Stadtgebiet Memmingen jedoch zur Staatsstraße 2031 abgestuft.
Seit Dezember 2017 befindet sich bei der Anschlussstelle Langenbruck eine Ampel, um dort den Unfallschwerpunkt bei der Überleitung von oder zur A9 zu reduzieren. Da auch die Einmündung der St 2046 bei Schrobenhausen-Mühlried ein Unfallschwerpunkt der B 300 ist, wurde dort im Oktober 2018 eine temporäre Ampel auf der B 300 errichtet. Der Knotenpunkt soll langfristig kreuzungsfrei umgebaut werden.

## Ausbauzustand
Der Ausbauzustand der B 300 gliedert sich wie folgt:
| Abschnitt                                  | Streifen | Trennstreifen | Bemerkung |
| ------------------------------------------ | -------- | ------------- | --- |
| Münchsmünster – AS 64 Langenbruck          | 2        | nein          | |
| AS 64 Langenbruck – bei Freinhausen        | 3        | nein          | kreuzungsfrei |
| bei Freinhausen – St 2084 Schrobenhausen   | 2 bzw. 3 | nein          | dreistreifige Ausbauten der B 300 zwischen Waidhofen – Hohenwart und Hohenwart – Oberkreut sowie Neubau der Ortsumgehung Weichenried in Bau. |
| St 2084 Schrobenhausen – Kühbach/Süd       | 2 bzw. 3 | nein          | |
| Kühbach/Süd – AIC 2 Aichach/Ost            | 2 bzw. 3 | ja            | |
| AIC 2 Aichach/Ost – St 2047 Aichach/Süd    | 3        | ja            | |
| St 2047 Aichach/Süd – Aichach/West         | 3 bzw. 4 | Ja            | |
| Aichach/West – Gallenbach                  | 4        | Ja            | neue Anschlussstelle Gallenbach kreuzungsfrei                                                                                                |
| Gallenbach – Dasing                        | 4        | Ja            | seit 21.09.2018 |
| Dasing – Augsburg                          | 2        | nein          | |
| Augsburg – KR Alter Heuweg Augsburg        | 2        | teilweise     | Straßenbahntrasse |
| KR Alter Heuweg Augsburg – Inverness Allee | 2        | nein          | Friedberger Straße |
| Inverness Allee – Neusäß-Vogelsang         | 4        | teilweise     | Haunstetter Straße, Friedrich-Ebert-Straße, , Bürgermeister-Ackermann-Straße                                                                 |
| St 2510 Neusäß-Vogelsang – AS 127 Berkheim | 2        | nein          | |